# Dactylopodola indica
Dactylopodola indica är en djurart som tillhör fylumet bukhårsdjur, och som först beskrevs av Chandrasekharo och Ganapati 1968.  Dactylopodola indica ingår i släktet Dactylopodola och familjen Dactylopodolidae.
Artens utbredningsområde är Indiska oceanen. Inga underarter finns listade i Catalogue of Life.